# 서방님 따라서
"서방님 따라서"는 한국에서 제작된 진천 감독의 1971년 영화이다. 최무룡 등이 주연으로 출연하였고 황의식 등이 제작에 참여하였다.

## 출연

### 주연
- 최무룡
- 김희준